# XVII. Zimske olimpijske igre – Lillehammer 1994.
XVII. Zimske olimpijske igre - Lillehammer 1994.
XVII. Zimske olimpijske igre su održane 1994. godine u Lillehammeru, u Norveškoj. Ostali gradovi kandidati su bili Anchorage, Östersund/Åre i Sofija.
S obzirom na perfektnu organizaciju, neobičnu susretljivost domaćina, sjajnu atmosferu na borilištima i uvijek pune tribine za gledatelje koji su bez razlike bodrili sve natjecatelje, ove su Igre po općoj ocjeni proglašene najboljim Zimskim olimpijskim igrama do tada, te jednim od najboljih športskih događaja uopće u povijesti suvremenog športa.
Igre su bile održane svega dvije godine nakon prijašnjih Zimskih olimpijskih igara u Albertvilleu. Od tada su se sve Zimske olimpijske igre održavale u parnim neprijestupnim godinama dok su Ljetne olimpijske igre i dalje održavane u prijestupnim godinama.
U natjecateljskom programu su se istaknuli sljedeći pojedinci i momčadi:
- Zvijezda domaćina je bio Johann Olav Koss koji je osvojio tri zlata u brzom klizanju oborivši pri tome i tri svjetska rekorda.
- Vreni Schneider je osvojila komplet medalja (zlato, srebro, bronca) u alpskom skijanju. Manuela Di Centa je osvojila po jednu medalju u svih pet disciplina skijaškog trčanja, dok je Myriam Bédard osvojila obje pojedinačne biatlonske utrke.
- Gustav Weder i Donat Acklin postali su prvi koji su obranili naslov olimpijskog prvaka u bobu dvosjedu. Klizači Ekaterina Gordeeva i Sergei Grinkov su ponovili zlato osvojeno 6 godina prije, na Igrama u Calgaryu.
- Brojna domaća publika očekivala je pobjedu favorita Norvežana u muškoj štafetnoj utrci skijačkog trčanja, ali su svjedočili napetom finišu u kojem su za koji centimetar bili brži Talijani. U publici je nastao muk, ali par trenutaka kasnije odjeknuo je gromki aplauz i ovacije za nove olimpijske pobjednike.
- Jayne Torvill i Christopher Dean, klizački par koji je u povijest ušao veličanstvenim nastupom i pobjedom na Igrama u Sarajevu ovdje se ponovno natjecao nakon 10 godina pauze, nakon što je omogućen nastup profesionalcima. Ovaj put su osvojili broncu.

## Hrvatska na ZOI u Lillehammeru 1994.
Hrvatska je na ovim Igrama nastupila sa svega nekoliko športaša, nije osvojena niti jedna medalja, ali je zadržan kontinuitet nastupa na ZOI. Više o tom nastupu u članku Hrvatska na ZOI 1994.

## Popis športova
| - alpsko skijanje - biatlon - bob - brzo klizanje - brzo klizanje na kratkim stazama |  | - hokej na ledu - nordijsko skijanje: - skijaško trčanje - nordijska kombinacija - skijaški skokovi |  | - sanjkanje - slobodno skijanje - umjetničko klizanje |

## Popis podjele medalja
(Medalje domaćina posebno istaknute)
| Zimske olimpijske igre Lilehammer 1994. |                  |       |        |        |        |
| Plasman                                 | Država           | Zlato | Srebro | Bronca | Ukupno |
| 1                                       | Ruska Federacija | 11    | 8      | 4      | 23     |
| 2                                       | Norveška         | 10    | 11     | 5      | 26     |
| 3                                       | Njemačka         | 9     | 7      | 8      | 24     |
| 4                                       | Italija          | 7     | 5      | 8      | 20     |
| 5                                       | SAD              | 6     | 5      | 2      | 13     |
| 6                                       | Južna Koreja     | 4     | 1      | 1      | 6      |
| 7                                       | Kanada           | 3     | 6      | 4      | 13     |
| 8                                       | Švicarska        | 3     | 4      | 2      | 9      |
| 9                                       | Austrija         | 2     | 3      | 4      | 9      |
| 10                                      | Švedska          | 2     | 1      | 0      | 3      |
| 11                                      | Japan            | 1     | 2      | 2      | 5      |
| 12                                      | Kazahstan        | 1     | 2      | 0      | 3      |
| 13                                      | Ukrajina         | 1     | 0      | 1      | 2      |
| 14                                      | Uzbekistan       | 1     | 0      | 0      | 1      |
| 15                                      | Bjelorusija      | 0     | 2      | 0      | 2      |
| 16                                      | Finska           | 0     | 1      | 5      | 6      |
| 17                                      | Francuska        | 0     | 1      | 4      | 5      |
| 18                                      | Nizozemska       | 0     | 1      | 3      | 4      |
| 19                                      | Kina             | 0     | 1      | 2      | 3      |
| 20                                      | Slovenija        | 0     | 0      | 3      | 3      |
| 21                                      | Velika Britanija | 0     | 0      | 2      | 2      |
| 22                                      | Australija       | 0     | 0      | 1      | 1      |
|                                         | Ukupno           | 61    | 61     | 61     | 183    |

## Zanimljivosti
- Mjesec dana prije održavanja Igara, bivši muž klizačice Tonye Harding iz SAD-a Jeff Gillooly je unajmio Shanea Stanta da palicom ozlijedi koljeno klizačici Nancy Kerrigan, koja je bila glavna konkurentica Hardingovoj za visok plasman na ZOI. Nancy Kerrigan se ipak oporavila od ozljede na vrijeme da osvoji srebrnu medalju na Igrama u Lillehammeru, dok je Tonya Harding završila kao osma, izviždana i postiđena od publike i javnosti. Kasnije je klizački savez SAD-a nakon istrage oko okolnosti tog događaja zabranio doživotno nastupe Tonyi Harding uz sumnju da je ona organizirala nečasni napad na kolegicu iz momčadi. Harding se tijekom istrage branila da nije bila upoznata s planom bivšeg supruga, te da je ovaj radio na svoju ruku.